# Georg von Neumayer
Georg Balthasar von Neumayer, född 21 juni 1826 i Kirchheimbolanden, död 24 maj 1909 i Neustadt an der Weinstrasse, var en tysk geofysiker, hydrograf och meteorolog.
Neumayer blev filosofie doktor i München, reste som matros till Sydamerika 1850, tog "schifferexamen" i Hamburg, var 1851 navigationslärare i Trieste och Hamburg, 1852-54 åter sjöman och seglade på södra halvklotets hav samt besökte Australien. Då det magnetiska observatoriet i Hobart på Tasmaniens sydkust skulle upphöra, beslöt han att försöka inrätta ett observatorium i Melbourne, som dessutom borde fullfölja Matthew Fontaine Maurys undersökningar i maritim meteorologi och vara utgångspunkt för geofysisk utforskning av Antarktis. Han återvände därför 1854 till Europa, fick starkt stöd för sin plan, återvände 1856 till Melbourne med omfattande vetenskaplig utrustning och grundlade där 1857 det magnetiska och meteorologiska Flagstaffobservatoriet, vars föreståndare han var i nio år. Under dessa år gjorde han även vidsträckta forskningsresor i kontinentens inre.
År 1864 reste han hem för att inrätta ett liknande institut i Tyskland samt försöka anordna antarktiska upptäcktsresor. 1872 fick han anställning vid en då inrättad hydrografisk byrå i kejserliga amiralitetet i Berlin, och blev året därpå professor. Han skapade tidskriften "Annalen der Hydrographie und maritimen Meteorologis", och grundade det magnetiska observatoriet i Wilhelmshaven. Mellan 1875 och 1901 var han direktor för Deutsche Seewarte i Hamburg, som var ett institut för maritim meteorologi.
Genom att ge tyska marinen vetenskaplig och teknisk hjälp med navigation bidrog Neumayer till att göra Tyskland till en stor sjö- och kolonialmakt. Genom Deutsche Seewarte infördes också i Tyskland den moderna meteorologin med dagliga synoptiska kartor och väderprognoser. Han medverkade även i hög grad anordnandet av polarexpeditioner, däribland 1882-83 och 1901 års expeditioner.

## Utmärkelser
Bland de många utmärkelser, som han tilldelades kan nämnas ledamotskap av Leopoldina (1865) och av Fysiografiska sällskapet i Lund (1880). Den tyska polarforskningsstationen Neumayer på Kronprinsesse Märtha Kyst i Antarktis är uppkallad efter honom. 
Asteroiden 9351 Neumayer är uppkallad efter honom.